# Закон Иллич-Свитыча
Закон И́ллич-Сви́тыча — акцентологический закон, актуальный для праславянского языка. Назван в честь открывшего его лингвиста В. М. Иллич-Свитыча.
Заключается в переходе существительных *-o-склонения мужского рода баритонированной парадигмы (парадигма b по Стангу) в подвижно-окситонированную парадигму (парадигма c по Стангу). Данное изменение не осуществилось в праславянских говорах, легших в основу сербохорватских говоров острова Сусак и северо-восточной Истрии.
Голландский учёный К. Л. Эбелинг считает, что закон Иллич-Свитыча осуществился позже, чем закон Хирта, но раньше, чем закон Дыбо.